# Seznam řek ve Švédsku
Seznam řek ve Švédsku (švédsky řeka flod nebo älv) obsahuje řeky, které mají na území Švédska délku 100 km a více a také některé kratší.

## Tabulka řek
| Poř. | Řeka          | Délka (km) | Povodí (km²) | Ústí do        | Ústí kde                          |
| ---- | ------------- | ---------- | ------------ | -------------- | --------------------------------- |
| 1.   | Torne älv     | 522        | 40 240       | Botnický záliv | Haparanda/Torneå (Švédsko/Finsko) |
| 2.   | Ume älv       | 450        | 26 700       | Botnický záliv | Umeå (Švédsko)                    |
| 3.   | Lule älv      | 450        | 25 200       | Botnický záliv | Luleå (Švédsko)                   |
| 4.   | Ångermanälven | 450        | 32 000       | Botnický záliv | Kramfors (Švédsko)                |
| 5.   | Kalixälven    | 450        | 17 900       | Botnický záliv | Kalix (Švédsko)                   |
| 6.   | Ljusnan       | 430        | 19 800       | Botnický záliv | … (Švédsko)                       |
| 7.   | Indalsälven   | 420        | 26 700       | Botnický záliv | … (Švédsko)                       |
| 8.   | Skellefte älv | 410        | 11 600       | Botnický záliv | … (Švédsko)                       |
| 9.   | Pite älv      | 370        | 11 200       | Botnický záliv | … (Švédsko)                       |
| 10.  | Ljungan       | 350        | 12 900       | Botnický záliv | … (Švédsko)                       |
| 11.  | Faxälven      | 340        | 22 500       | Ångermanälven  | … (Švédsko)                       |
| 12.  | Muonio älv    | 333        | 14 400       | Torne älv      | … (Švédsko/Finsko)                |
| 13.  | Klarälven     | 300        | 11 800       | Vänern         | … (Švédsko)                       |
| 14.  | Dalälven      | 240        | 29 000       | Botnický záliv | … (Švédsko)                       |
| 15.  | Göta älv      | 95         | 50 000       | Kattegat       | … (Švédsko)                       |